# Childe's Tomb

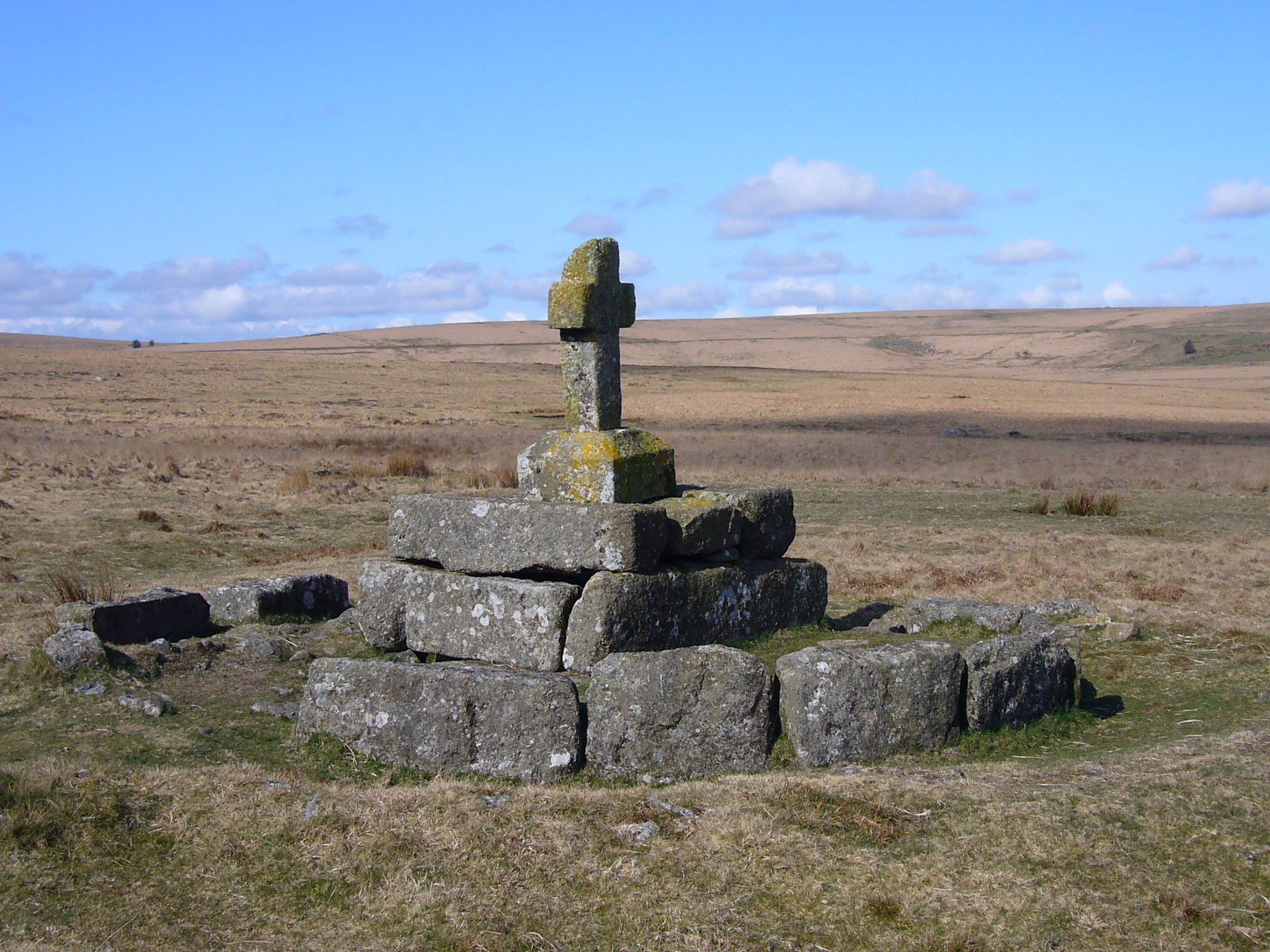
Childe's Tomb

Childe's Tomb ligt in het open veld in het nationale park Dartmoor, in Engeland. Het is bekend dat er een steenkist onder ligt.
De mythe gaat dat tijdens de jacht, Childe, de eigenaar van het landgoed Plymstock, tijdens een sneeuwstorm zijn vrienden verloor. Om aan onderkoeling te ontsnappen doodde Childe zijn paard. Met het bloed van zijn paard schreef hij op een steen: Wie mij dood aantreft en naar mijn graf brengt, zal landgoed Plymstock erven.
Hij kroop in het karkas van zijn paard, maar het mocht niet baten. Childe stierf van de kou. 
Hij werd later door de monniken van Tavistock gevonden. Zij brachten hem naar huis, maar hoorden dat de boeren in Plymstock hen bij de brug over de rivier de Tavy wilden overvallen. De monniken weken om deze boeren te ontwijken van hun pad af en bouwden vlak bij Tavistock een nieuwe brug over de Tavy. Childe werd in Tavistock begraven en de monniken erfden het landgoed.